# Horst Fleig
Horst Fleig (* Januar 1945 in Prag) ist ein deutscher Geisteswissenschaftler und Essayist.

## Leben
Horst Fleig studierte Philosophie, Germanistik und Soziologie in Freiburg im Breisgau und Tübingen und promovierte 1973 bei Richard Brinkmann mit einer Dissertation über eine verschlüsselte Erzähldimension in den Romanen von Theodor Fontane.
Nach freiberuflicher Tätigkeit, während der er unter anderem Studien über den von ihm (mit)entdeckten Autor der Nachtwachen verfasste, war er von 1982 bis 2007 als Mitarbeiter am Goethe-Wörterbuch bei der Heidelberger Akademie der Wissenschaften angestellt.
Horst Fleig gab zwei von ihm kommentierte und mit einem Essay begleitete Bände zu Johann Wolfgang von Goethe im Deutschen Klassiker Verlag heraus. Neben germanistischen Studien und Essays zur Philosophischen Anthropologie sowie zur Reflexionsproblematik bei Kindheitserinnerungen befasste er sich auch mit ästhetischen Themen und veröffentlichte so eine Studie zu einer verborgenen mythologischen Dimension im Filmwerk von Wim Wenders. Der methodische Schwerpunkt der meisten seiner Publikationen liegt in einer tiefenhermeneutischen Herangehensweise, dies schon in seinen Schriften zur kryptischen Erzählweise Fontanes und zu dem mit seinem Pseudonym 'Bonaventura' sich maskierenden August Klingemann. 

## Veröffentlichungen

### Bücher
- Sich versagendes Erzählen (Fontane). Göppingen 1974 (Göppinger Beiträge zur Germanistik Nr. 145; 225 Seiten). Mit einem Beiheft (Typoskript): Zersprungene Identität. Klingemann – Nachtwachen von Bonaventura (30 Seiten)

- Literarischer Vampirismus. Klingemanns ‚Nachtwachen von Bonaventura‘. Tübingen 1985 (Studien zur deutschen Literatur Bd. 83; 320 Seiten und sprachstatistische Tabellen); 2009 als Reprint bei Walter de Gruyter
- Goethe. Die letzten Jahre: Briefe, Tagebücher und Gespräche von 1823-1832 (2 Bände, 2388 Seiten). Deutscher Klassikerverlag 1993, ISBN 3-618-60600-1

- Wim Wenders: Hermetische Filmsprache und Fortschreiben antiker Mythologie. Transcript Verlag 2005 (303 Seiten), ISBN 978-3-89942-385-3
- Odyssee in die Kindheit. Selbstversuch zur Erinnerungsbeschreibung. Norderstedt, 2006 (263 Seiten), ISBN 978-3-8334-4517-0

### Weitere Schriften (Auswahl)
- Über die Metamorphose der Bedeutungen. Das Goethe-Wörterbuch. In: Schweizer Monatshefte 67.11 (1987), S. 943–953
- Kindheitserinnerungen. Essay über ihre Faszination, Genese und Erkenntnisleistung. Universität Tübingen 2006 (66 Seiten)
- Bilder Fontanes gegen den Tod: Vom Versteckspielen zum kryptischen Erzählen. Universität Tübingen 2007 (2. stark veränderte Fassung; 24 Seiten)